# Sphaeronectes christiansonae
Sphaeronectes christiansonae is een hydroïdpoliep uit de familie Sphaeronectidae. De poliep komt uit het geslacht Sphaeronectes. Sphaeronectes christiansonae werd in 2009 voor het eerst wetenschappelijk beschreven door Pugh. 